# Springfield Falcons
Gli Springfield Falcons sono stati una squadra di hockey su ghiaccio dell'American Hockey League con sede nella città di Springfield, nel Massachusetts. Nati nel 1994 si sono sciolti nel 2016 e hanno disputato i loro incontri casalinghi presso il MassMutual Center.

## Storia
Nel 1994 la storica franchigia della AHL degli Springfield Indians fu venduta ad un gruppo di investitori che la trasferì a Worcester con il nome di Worcester IceCats (gli attuali Peoria Rivermen). L'ex general manager degli Indians e il proprietario del palazzetto ufficializzarono la nascita di una nuova squadra per la stagione 1994-1995. Per il nuovo nome della squadra furono scelti Andy ed Amelia, una coppia di falchi pellegrini a quel tempo divenuti simbolo della città. I Falcons si assicurarono rapporti di affiliazione sia con gli Hartford Whalers che con i Winnipeg Jets.
La squadra giunse per due volte al primo posto nella propria division e conquistò per sei volte l'accesso ai playoff, sebbene l'ultima partecipazione risalga al campionato 2002-2003. Con il trasferimento dei Jets a Phoenix i Falcons continuarono ad essere affiliati ai nuovi Phoenix Coyotes, interrompendo invece le relazioni con i Carolina Hurricanes, eredi dei Whalers. Oltre ad alcuni rapporti parziali con altre franchigie fino al 2007 rimasero legati ai Tampa Bay Lightning. Il 19 marzo 2007 i Falcons annunciarono l'interruzione dei rapporti con la squadra della Florida dopo la nona stagione consecutiva conclusa con un record negativo. Dalla stagione 2007-08 si legarono agli Edmonton Oilers. Il 25 marzo 2010 si affiliarono ai Columbus Blue Jackets, introducendo nuove divise e un nuovo logo più simili ai colori dei Blue Jackets.
Nell'aprile del 2015 la franchigia venne acquistata dagli Arizona Coyotes con l'intenzione di trasferire la formazione a Tucson a partire dalla stagione 2016-2017, tuttavia la città avrebbe mantenuto una squadra nella lega grazie al trasferimento dei Portland Pirates.

### Affiliazioni
Nel corso della loro storia gli Springfield Falcons sono stati affiliati alle seguenti franchigie della National Hockey League:
- Hartford Whalers: (1994-1997)
- Winnipeg Jets: (1994-1996)
- Phoenix Coyotes: (1996-2004)
- Los Angeles Kings: (1998-1999)
- New York Islanders: (2000-2001)
- Tampa Bay Lightning: (2001-2003, 2004-2007)
- Edmonton Oilers: (2007-2010)
- Columbus Blue Jackets: (2010-2015)
- Arizona Coyotes: (2015-2016)

## Record stagione per stagione
| Stagione            | Division    | Gare | V  | S  | P  | OTL | SOL | Punti | GF  | GS  | Piazzamento | Play-off                                                                                     |
| ------------------- | ----------- | ---- | -- | -- | -- | --- | --- | ----- | --- | --- | ----------- | -------------------------------------------------------------------------------------------- |
| Springfield Falcons |             |      |    |    |    |     |     |       |     |     |             |                                                                                              |
| 1994-95             | North       | 80   | 31 | 37 | 12 | -   | -   | 74    | 269 | 289 | 5°          |                                                                                              |
| 1995-96             | North       | 80   | 42 | 22 | 11 | 5   | -   | 100   | 272 | 215 | 1°          | vince 1º turno (Providence) 3-1 perde 2º turno (Portland) 2-4                                |
| 1996-97             | New England | 80   | 41 | 25 | 12 | 2   | -   | 96    | 268 | 229 | 2°          | vince 1º turno (Portland) 3-2 vince 2º turno (Providence) 4-1 perde semifinali (Hershey) 3-4 |
| 1997-98             | New England | 80   | 45 | 26 | 7  | 2   | -   | 99    | 278 | 248 | 1°          | perde 1º turno (Worcester) 1-3                                                               |
| 1998-99             | New England | 80   | 35 | 35 | 9  | 1   | -   | 80    | 245 | 232 | 3°          | perde 1º turno (Hartford) 0-3                                                                |
| 1999-2000           | New England | 80   | 33 | 35 | 11 | 1   | -   | 78    | 272 | 252 | 4°          | perde 1º turno (Hartford) 2-3                                                                |
| 2000-01             | New England | 80   | 29 | 37 | 8  | 6   | -   | 72    | 253 | 280 | 6°          |                                                                                              |
| 2001-02             | North       | 80   | 35 | 41 | 2  | 2   | -   | 74    | 213 | 237 | 5°          |                                                                                              |
| 2002-03             | East        | 80   | 34 | 38 | 7  | 1   | -   | 76    | 202 | 243 | 4°          | vince preliminari (Hartford) 2-0 perde 1º turno (Hamilton) 1-3                               |
| 2003-04             | Atlantic    | 80   | 26 | 43 | 9  | 2   | -   | 63    | 179 | 234 | 7°          |                                                                                              |
| 2004-05             | Atlantic    | 80   | 24 | 47 | -  | 3   | 6   | 57    | 161 | 255 | 7°          |                                                                                              |
| 2005-06             | Atlantic    | 80   | 28 | 43 | -  | 3   | 6   | 65    | 220 | 312 | 6°          |                                                                                              |
| 2006-07             | Atlantic    | 80   | 28 | 49 | -  | 1   | 2   | 59    | 181 | 268 | 7°          |                                                                                              |
| 2007-08             | Atlantic    | 80   | 35 | 35 | -  | 5   | 5   | 80    | 214 | 257 | 5°          |                                                                                              |
| 2008-09             | Atlantic    | 80   | 24 | 44 | -  | 8   | 4   | 60    | 188 | 258 | 7°          |                                                                                              |
| 2009-10             | Atlantic    | 80   | 25 | 39 | -  | 12  | 4   | 66    | 207 | 296 | 8°          |                                                                                              |
| 2010-11             | Atlantic    | 80   | 35 | 40 | -  | 2   | 3   | 75    | 232 | 253 | 6°          |                                                                                              |
| 2011-12             | Northeast   | 76   | 36 | 34 | -  | 3   | 3   | 78    | 217 | 231 | 4°          |                                                                                              |
| 2012-13             | Northeast   | 76   | 45 | 22 | -  | 5   | 4   | 99    | 235 | 186 | 1°          | vince 1º turno (Manchester) 3-1 perde 2º turno (Syracuse) 0-4                                |
| 2013-14             | Northeast   | 76   | 47 | 23 | -  | 1   | 5   | 100   | 247 | 212 | 1°          | perde 1º turno (Providence) 2-3                                                              |
| 2014-15             | Northeast   | 76   | 38 | 28 | -  | 8   | 2   | 86    | 192 | 209 | 3°          |                                                                                              |
| 2015-16             | Atlantic    | 76   | 26 | 42 | -  | 3   | 5   | 60    | 194 | 265 | 8°          |                                                                                              |

## Giocatori

### Numeri ritirati
| Numeri ritirati dagli Springfield Falcons |             |       |                    |                |
| N°                                        | Giocatore   | Ruolo | Anni               | Anno di ritiro |
| 2                                         | Eddie Shore | [ 4 ] | -                  | 1994           |
| 23                                        | Rob Murray  | C     | 1994-2001, 2002-03 | 2007           |

## Record della franchigia

### Singola stagione
Gol: 39  John LeBlanc (1994-95)
Assist: 65  Jean-Guy Trudel (2000-01)
Punti: 99  Jean-Guy Trudel (2000-01)
Minuti di penalità: 373  Rob Murray (1994-95)
Vittorie: 30  Scott Langkow (1997-98)
Shutout: 9  Curtis McElhinney (2012-13)
Media gol subiti: 2.27  Manny Legace (1995-96)
Parate %: .923  Curtis McElhinney (2012-13)

### Carriera
Gol: 90  Jean-Guy Trudel
Assist: 157  Rob Murray
Punti: 242  Jean-Guy Trudel
Minuti di penalità: 1529  Rob Murray
Vittorie: 63  Scott Langkow
Shutout: 8  Manny Legace
Partite giocate: 501  Rob Murray

## Palmarès

### Premi di squadra
- F. G. "Teddy" Oke Trophy: 4

1995-1996, 1997-1998, 2012-2013, 2013-2014

### Premi individuali
- Aldege "Baz" Bastien Memorial Award: 2

Manny Legace: 1995-1996
Scott Langkow: 1997-1998
- Dudley "Red" Garrett Memorial Award: 1

Daniel Brière: 1997-1998
- Eddie Shore Award: 1

Andy Delmore: 2005-2006
- Harry "Hap" Holmes Memorial Award: 1

Manny Legace e Scott Langkow: 1995-1996
- Yanick Dupré Memorial Award: 1

Mitch Fritz: 2005-2006